# Liste des autoroutes du Sénégal
Le réseau des autoroutes sénégalaises s'étend sur 548 kilomètres dont 358 en service, 200 km en construction et 19 km en projet, ce qui en fait l'un des plus longs réseaux autoroutiers à péage en Afrique de l'Ouest.

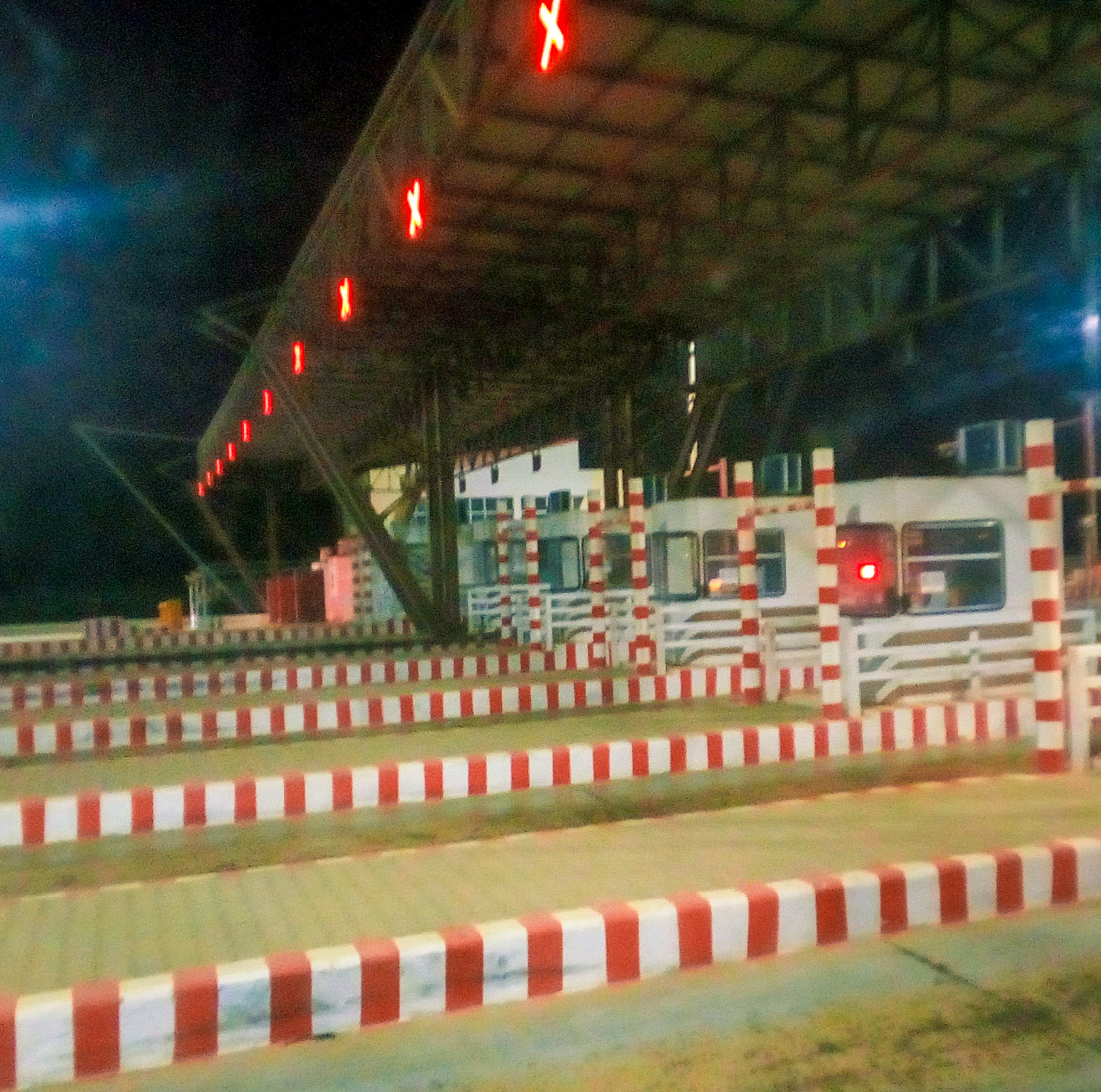

L’objectif du pays est de réaliser plus 900 km d’autoroutes d’ici 2030  avec l'exécution des tronçons Kaolack-Tambacounda (260 km) et Diourbel-Fatick (70 km) pour soutenir la vision de la CDEAO du tronçon Dakar -Abidjan - Lagos Highway.

## Réseau existant
Depuis 2009, l'état du Sénégal a dépensé plus de 2500 milliards de FCFA ( 5 milliards de dollars) pour construire plus de 500 km d'autoroute. Les coûts au km dépendent de la densité des ouvrages annexes tels que les ponts, les passerelles, les ouvrages hydrauliques... ainsi que de la qualité des sols. Le tronçon Dakar-Diamniadio est le plus cher au km à cause de la densité des ouvrages connexes, des obstacles à franchir en milieu urbain et de la mauvaise qualité des sols.
Le réseau actuel est composé des tronçons suivants :
Tronçon à péage de 512 kilomètres :
- Dakar-AIBD : 42 km  pour 334 millards de FCFA
- AIBD-Thiés et AIBD-Mbour: 55 km pour 255 Millard de FCFA
- Thies-Touba: 115 km pour 416 millards de FCFA
- Mbour Fatick-Kaolack (mise en service en avril 2025) sur 100 km pour 484 milliards de FCFA
- Tronçon en travaux depuis 2023  sur 200 km (mise en service en décembre 2026) : Dakar-Tivaouane-Saint-Louis pour 752 milliards de FCFA
- Tronçon en début de travaux de 19.5 km : Lac Rose-Diamniadio pour 104 milliards de FCFA
- Tronçon sans péage de 36 kilomètres : Patte d'Oie-Aéroport LSS (8 kilomètres) et Dakar-VDN (28 kilomètres).

Le tronçon Patte d'Oie-LSS et la VDN ont été les premiers à entrer en service progressivement entre 2009 et 2012 sur 36 km. Par la suite, l'autoroute reliant Dakar à Diamniadio fut la première autoroute payante à être inaugurée dans le pays. Longue de 35 km, elle a été mise en service en 2013. En octobre 2016, ce tronçon a été prolongé de 17 km vers l'aéroport international Blaise Diagne puis de 40 km vers Mbour.
Le 20 décembre 2018, le tronçon entre l'aéroport de Blaise Diagne et Touba a été ouvert à la circulation, soit 130 km. Le 22 janvier 2019, le tronçon entre Sindia et Mbour a été inauguré.

### Autoroutes
| Numéro | Nom          | Villes desservies                             | Longueur | Inauguration       |
| ------ | ------------ | --------------------------------------------- | -------- | ------------------ |
|        | Autoroute A1 | Dakar – Diamniadio – AIBD – Mbour - Thiadiaye | 104 km   | Entre 2013 et 2024 |
|        | Autoroute A1 | Thiadiaye - Fatick - Kaolack                  | 82 km    | 2025               |
|        | Autoroute A2 | AIBD - Thiès - Touba                          | 126 km   | 2018               |
|        | Autoroute A3 | Dakar - Tivaouane - Saint-Louis               | ≈ 200 km | 2026               |

### L'autoroute A1
L'autoroute A1 dite autoroute de l'Avenir est la première autoroute du Sénégal, elle relie Dakar à l'aéroport international Blaise Diagne. Elle est ouverte en trois phases, d'abord entre Dakar et Diamniadio en 2013 puis de Diamniadio à l'aéroport en octobre 2016 et enfin la section entre Sindia et Mbour de 35 km est inaugurée le 22 janvier 2019. Les travaux ont pris du retard à la suite d'un long processus d'indemnisation des propriétaires sur ce tronçon car elle devait ouvrir en 2016. Cette section fait partie de l'axe majeur qui doit relier Dakar à Abidjan via Bamako.

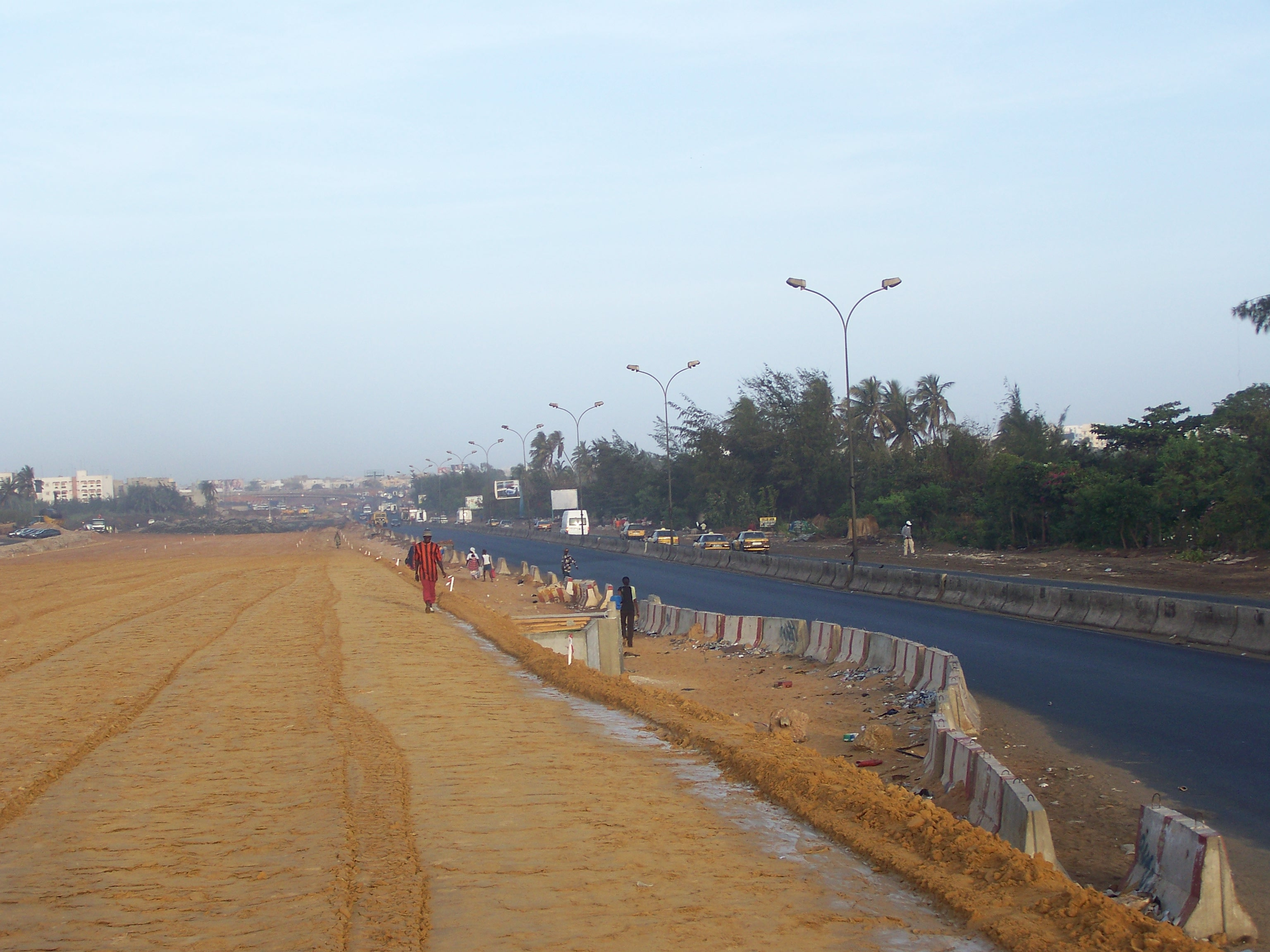
Construction de l'autoroute à péage en 2008

#### En construction
Le tronçon autoroutier entre Thiadiaye et Kaolack est en cours de construction avec une mise en circulation prévue en mai 2025

### L'autoroute A2
| Numéro | Villes desservies    | Longueur |
| ------ | -------------------- | -------- |
| A2     | AIBD – Thiès – Touba | 130 km   |

Deux tronçons totalisant 130 km entre l'Aéroport international Blaise Diagne (AIBD), Thiès et Touba dite ila Touba  sont ouverts à la circulation le 20 décembre 2018. Pendant la phase de construction, l'autoroute a été ouverte provisoirement durant le Magal de 2017 entre Aéroport Blaise Diagne et la route nationale 3 à Keur Madaro et lors du Magal de 2018 où l'autoroute est ouverte cette fois-ci sur toute sa longueur pendant une semaine.
À terme, l'autoroute ira jusqu'à la frontière de la Mauritanie à Bakel.

#### Financement
Pour la section Thiès-Touba, la Chine accorde un prêt de 416 milliards Francs CFA pour la réalisation de l'autoroute.

#### Sorties
- Échangeur entre A 2 et A 1
- Péage de Thiambokh
- 1 :  Thiès-Sud
- Péage de Thiès
- 2 :  Thiès-Est N 3
- 3 :  Khombole
- 4 :  Bambey
- Aire de service Bambey (dans les deux sens)
- 5 :  Diourbel
- Péage de Touba
- 6 :  Ngabou Touba

## Autoroute en construction

### L'autoroute Dakar - Saint-Louis
L'autoroute Dakar - Saint-Louis, qui devrait avoir le numéro A3 et être surnommée autoroute de la côtière, est un projet visant à relier Dakar à la Mauritanie en passant par la côte. Elle commencera à Tivaoune Peulh, à la fin de la voie de dégagement nord (VDN extension), à hauteur du Lac Rose, et se terminera sur la RN2 à Saint-Louis, au niveau du village de Mbambara.

#### Tracé
Le tracé s’étend sur un linéaire total d’environ 200 km, construit en 2×2 voies de 3,5 mètres, extensibles à 2×3 voies. Pour faciliter le financement parallèle, les travaux ont été décomposés en cinq lots :
| Lot                               | Linéaire en km | Diffuseurs / Échangeurs |
| --------------------------------- | -------------- | ----------------------- |
| 1 - Dakar - Mékhé                 | 80             | 3                       |
| 2 - Mékhé - Guéoul                | 50             | 1                       |
| 3 - Guéoul - Louga                | 17             |                         |
| 4 - Louga – St Louis Sud (Gandon) | 41             | 2                       |
| 5 - St Louis Sud – St Louis Nord  | 12             | 1                       |
| Total                             | 200            | 8                       |

Le projet comprend également :
- la construction de 8 échangeurs,
- l’aménagement de 113 passages pour piétons (82 inférieurs et 31 supérieurs),
- 50 kilomètres de pistes et 8 kilomètres de voiries dans les localités traversées, avec éclairage public solaire (3 km à Mékhé, 2 km à Guéoul et 3 km à Kébémer),
- la protection contre l’ensablement par 200 km de plantation linéaire (2×2 lignes)[12].

#### Coût et financement
Le coût de la première phase est estimé à 480 millions de dollars, soit 240 milliards de Francs CFA. La contribution de l'État du Sénégal à ce projet est estimée à 175 millions de dollars, soit 87 milliards de Francs CFA. Cependant, ce montant ne prend en compte que les droits de douane, la taxe sur la valeur ajoutée, les imprévus liés aux modifications et à la révision des prix ainsi que le paiement des indemnités d'expropriation aux personnes affectées par le projet.
En ce qui concerne le plan de financement proposé par le Sénégal aux bailleurs de fonds, il se décline ainsi qu'il suit : 50 milliards de Francs CFA soumis au Fonds saoudien, 45 milliards de Francs CFA au Fonds Koweïtien, 15 milliards de Francs CFA à la Badea, 15 milliards de Francs CFA à l'Ofid, 15 milliards de Francs CFA pour le Fonds d'Abu Dhabi et cent milliards de Francs CFA à la Bid.
La seconde phase devrait être aidée financièrement par la Banque africaine de développement et la Banque européenne d'investissement.
Les travaux de l'autoroute ont commencé fin 2022 pour une durée de trois ans.

## Autoroutes en projet
Les tronçons Thiès - Tivaouane (20 km), Diourbel - Kaolack (70 km), Kaolack - Tambacounda (260 km), Kaolack - Ziguinchor (260 km) et Ziguinchor - Kolda (240 km), sont en phases d'études.